# Sphenometopa grunini
Sphenometopa grunini är en tvåvingeart som beskrevs av Boris Borisovitsch Rohdendorf 1975. Sphenometopa grunini ingår i släktet Sphenometopa och familjen köttflugor.
Artens utbredningsområde är Kazakstan. Inga underarter finns listade i Catalogue of Life.